# 丸茂隆三
丸茂 隆三（まるも りゅうぞう、1922年12月1日 - 2001年5月29日）は、日本の生物学者。専門は、海洋生態学、水圏生物学。

## 略歴
長野県諏訪郡玉川村（現・茅野市）出身。長野県諏訪中学校（現・長野県諏訪清陵高等学校）を経て、1945年東京大学農学部水産学科卒業。東京大学海洋研究所（現・東京大学大気海洋研究所）教授。1976年 - 1980年同研究所所長。退官後、同大学名誉教授。1987年東京農業大学総合研究所教授。日本プランクトン学会会長。第13期・14期日本学術会議会員。

## 著書

### 単著
- 『海洋の生物過程』恒星社厚生閣 1984年

### 編集
- 『海洋学講座10 海洋プランクトン』東京大学出版会 1974年